# Arrondissement de Clermont
Ne doit pas être confondu avec Arrondissement de Clermont-Ferrand.
L'arrondissement de Clermont est une division administrative française, située dans le département de l'Oise et la région Hauts-de-France.

## Géographie
L'arrondissement se situe dans le Nord de la France mais dans le centre du département de l'Oise et de la région Hauts-de-France.
Il s'étend sur 1 141,7 km2, soit 114 170 hectares.

## Composition

### Composition avant 2015

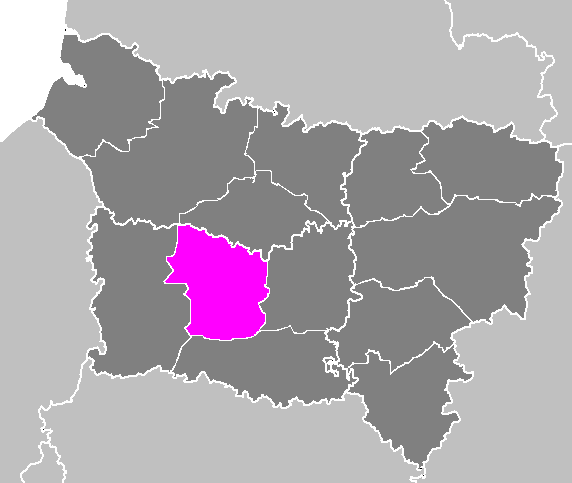
Localisation de l'arrondissement avant 2015

L'arrondissement de Clermont est composé de 7 cantons : 
- le canton de Breteuil regroupe de 23 communes : Ansauvillers, Bacouël, Beauvoir, Bonneuil-les-Eaux, Bonvillers, Breteuil, Broyes, Chepoix, Esquennoy, Fléchy, Gouy-les-Groseillers, La Hérelle, Le Mesnil-Saint-Firmin, Mory-Montcrux, Paillart, Plainville, Rocquencourt, Rouvroy-les-Merles, Sérévillers, Tartigny, Troussencourt, Vendeuil-Caply et Villers-Vicomte. Il a une population de 11 376 habitants[1] ;
- le canton de Clermont regroupe 24 communes : Agnetz, Airion, Avrechy, Avrigny, Bailleul-le-Soc, Blincourt, Breuil-le-Sec, Breuil-le-Vert, Bulles, Choisy-la-Victoire, Clermont, Épineuse, Erquery, Étouy, Fitz-James, Fouilleuse, Lamécourt, Litz, Maimbeville, La Neuville-en-Hez, Rémécourt, Rémérangles, La Rue-Saint-Pierre et Saint-Aubin-sous-Erquery. Il a une population de 29 791 habitants[1] ;
- le canton de Froissy regroupe 17 communes : Abbeville-Saint-Lucien, Bucamps, Campremy, Froissy, Hardivillers, Maisoncelle-Tuilerie, Montreuil-sur-Brêche, La Neuville-Saint-Pierre, Noirémont, Noyers-Saint-Martin, Oursel-Maison, Puits-la-Vallée, Le Quesnel-Aubry, Reuil-sur-Brêche, Saint-André-Farivillers, Sainte-Eusoye et Thieux. Il a une population de 6 485 habitants[1] ;
- le canton de Liancourt regroupe 22 communes : Les Ageux, Angicourt, Bailleval, Bazicourt, Brenouille, Catenoy, Cauffry, Cinqueux, Labruyère, Laigneville, Liancourt, Mogneville, Monceaux, Monchy-Saint-Éloi, Nointel, Rantigny, Rieux, Rosoy, Sacy-le-Grand, Sacy-le-Petit, Saint-Martin-Longueau et Verderonne. Il a une population de 37 326 habitants[1] ;
- le canton de Maignelay-Montigny regroupe 20 communes : Coivrel, Courcelles-Epayelles, Crèvecœur-le-Petit, Domfront, Dompierre, Ferrières, Le Frestoy-Vaux, Godenvillers, Léglantiers, Maignelay-Montigny, Ménévillers, Méry-la-Bataille, Montgérain, Le Ployron, Royaucourt, Sains-Morainvillers, Saint-Martin-aux-Bois, Tricot, Wacquemoulin et Welles-Pérennes. Il a une population de 8 644 habitants[1] ;
- le canton de Mouy regroupe 11 communes : Angy, Ansacq, Bury, Cambronne-lès-Clermont, Heilles, Hondainville, Mouy, Neuilly-sous-Clermont, Rousseloy, Saint-Félix et Thury-sous-Clermont. Il a une population de 15 114 habitants[1] ;
- le canton de Saint-Just-en-Chaussée regroupe 29 communes : Angivillers, Brunvillers-la-Motte, Catillon-Fumechon, Cernoy, Cressonsacq, Cuignières, Erquinvillers, Essuiles, Fournival, Gannes, Grandvillers-aux-Bois, Lieuvillers, Le Mesnil-sur-Bulles, Montiers, Moyenneville, La Neuville-Roy, Noroy, Nourard-le-Franc,Plainval, Le Plessier-sur-Bulles, Le Plessier-sur-Saint-Just, Pronleroy, Quinquempoix, Ravenel, Rouvillers, Saint-Just-en-Chaussée, Saint-Remy-en-l'Eau, Valescourt et Wavignies. Il a une population de 17 548 habitants[1].

Localisation du canton de Breteuil.
Localisation du canton de Clermont.
Localisation du canton de Froissy.
Localisation du canton de Liancourt.
Localisation du canton de Maignelay-Montigny.
Localisation du canton de Mouy.
Localisation du canton de Saint-Just-en-Chaussée.

### Découpage communal depuis 2015
Depuis 2015, le nombre de communes des arrondissements varie chaque année soit du fait du redécoupage cantonal de 2014 qui a conduit à l'ajustement de périmètres de certains arrondissements, soit à la suite de la création de communes nouvelles. Le nombre de communes de l'arrondissement de Clermont reste quant à lui inchangé depuis 2015 et égal à 146.
Au 1er janvier 2024, l'arrondissement groupe les 146 communes suivantes :
1. Abbeville-Saint-Lucien
2. Les Ageux
3. Agnetz
4. Airion
5. Angicourt
6. Angivillers
7. Angy
8. Ansacq
9. Ansauvillers
10. Avrechy
11. Avrigny
12. Bacouël
13. Bailleul-le-Soc
14. Bailleval
15. Bazicourt
16. Beauvoir
17. Blincourt
18. Bonneuil-les-Eaux
19. Bonvillers
20. Brenouille
21. Breteuil
22. Breuil-le-Sec
23. Breuil-le-Vert
24. Broyes
25. Brunvillers-la-Motte
26. Bucamps
27. Bulles
28. Bury
29. Cambronne-lès-Clermont
30. Campremy
31. Catenoy
32. Catillon-Fumechon
33. Cauffry
34. Cernoy
35. Chepoix
36. Choisy-la-Victoire
37. Cinqueux
38. Clermont
39. Coivrel
40. Courcelles-Epayelles
41. Cressonsacq
42. Crèvecœur-le-Petit
43. Cuignières
44. Domfront
45. Dompierre
46. Épineuse
47. Erquery
48. Erquinvillers
49. Esquennoy
50. Essuiles
51. Étouy
52. Ferrières
53. Fitz-James
54. Fléchy
55. Fouilleuse
56. Fournival
57. Le Frestoy-Vaux
58. Froissy
59. Gannes
60. Godenvillers
61. Gouy-les-Groseillers
62. Grandvillers-aux-Bois
63. Hardivillers
64. Heilles
65. La Hérelle
66. Hondainville
67. Labruyère
68. Laigneville
69. Lamécourt
70. Léglantiers
71. Liancourt
72. Lieuvillers
73. Litz
74. Maignelay-Montigny
75. Maimbeville
76. Maisoncelle-Tuilerie
77. Ménévillers
78. Méry-la-Bataille
79. Le Mesnil-Saint-Firmin
80. Le Mesnil-sur-Bulles
81. Mogneville
82. Monceaux
83. Monchy-Saint-Éloi
84. Montgérain
85. Montiers
86. Montreuil-sur-Brêche
87. Mory-Montcrux
88. Mouy
89. Moyenneville
90. Neuilly-sous-Clermont
91. La Neuville-en-Hez
92. La Neuville-Roy
93. La Neuville-Saint-Pierre
94. Nointel
95. Noirémont
96. Noroy
97. Nourard-le-Franc
98. Noyers-Saint-Martin
99. Oursel-Maison
100. Paillart
101. Plainval
102. Plainville
103. Le Plessier-sur-Bulles
104. Le Plessier-sur-Saint-Just
105. Le Ployron
106. Pronleroy
107. Puits-la-Vallée
108. Le Quesnel-Aubry
109. Quinquempoix
110. Rantigny
111. Ravenel
112. Rémécourt
113. Rémérangles
114. Reuil-sur-Brêche
115. Rieux
116. Rocquencourt
117. Rosoy
118. Rousseloy
119. Rouvillers
120. Rouvroy-les-Merles
121. Royaucourt
122. La Rue-Saint-Pierre
123. Sacy-le-Grand
124. Sacy-le-Petit
125. Sains-Morainvillers
126. Saint-André-Farivillers
127. Saint-Aubin-sous-Erquery
128. Sainte-Eusoye
129. Saint-Félix
130. Saint-Just-en-Chaussée
131. Saint-Martin-aux-Bois
132. Saint-Martin-Longueau
133. Saint-Remy-en-l'Eau
134. Sérévillers
135. Tartigny
136. Thieux
137. Thury-sous-Clermont
138. Tricot
139. Troussencourt
140. Valescourt
141. Vendeuil-Caply
142. Verderonne
143. Villers-Vicomte
144. Wacquemoulin
145. Wavignies
146. Welles-Pérennes

## Démographie
En 2022, l'arrondissement comptait 130 837 habitants.
| 1968   | 1975   | 1982   | 1990    | 1999    | 2006    | 2011    | 2016    | 2021    |
| ------ | ------ | ------ | ------- | ------- | ------- | ------- | ------- | ------- |
| 84 183 | 91 833 | 99 275 | 112 295 | 120 328 | 125 741 | 128 661 | 130 333 | 130 735 |

| 2022    | - | - | - | - | - | - | - | - |
| ------- | - | - | - | - | - | - | - | - |
| 130 837 | - | - | - | - | - | - | - | - |

## Administration

### Liste des sous-préfets
| Période       | Période       | Identité                    | Fonction précédente                        | Observation |
| ------------- | ------------- | --------------------------- | ------------------------------------------ | --- |
| 1997          | 2001          | ... Palawski                |                                            | - |
| 2001          | 2003          | Marie-France Combier        |                                            | Nommée sous-préfête de Condom                                                                                         |
| 2003          | 2009          | Daniel Rouhier              | Sous-préfet de Chatellerault               | Nommé sous-préfet de Boulogne-sur-Mer                                                                                 |
| août 2009     | 2010          | Claude Ballade              | Sous-préfèt de Saint-Amand-Montrond        | - |
| mars 2010     | janvier 2014  | Patrick Cousinard           | Sous-préfet de Castelsarrasin              | Nommé premier vice-procureur au TGI de Lille                                                                          |
| février 2014  | novembre 2016 | Paul Coulon                 | Directeur de cabinet du préfet de Picardie | Départ à la retraite                                                                                                  |
| décembre 2016 | décembre 2018 | Marianne-Frédérique Pussiau | Sous-préfète de Saint-Amand-Montrond       | Nommée chef de bureau des officiers de police à la direction des ressources et des compétences de la police nationale |
| 2019          | En cours      | Michaël Chevrier            |                                            | |